# 레이크주머니쥐
레이크주머니쥐(Monodelphis reigi)는 주머니쥐과에 속하는 남아메리카 주머니쥐의 일종이다. 2004년에 발견했고, 통용명과 학명은 아르헨티나 생물학자 레이크(Osvaldo Reig, 1929~1992)에서 유래했다. 원래 베네수엘라 카나이마 국립공원의 산지 숲에서 발견되었으며, 시에라 드 레마의 해발 1300m에서 서식한다. 대개 아얀간나 산 해발 1100m와 2050m 사이에서 발견된다.